# Brenda Forbes
Pour les articles homonymes, voir Forbes (homonymie).
Brenda Forbes est une actrice britannico-américaine, née le 14 janvier 1909 à Londres, morte le 11 septembre 1996  à New York. Elle est la fille de Mary Forbes et la sœur de Ralph Forbes.

## Filmographie partielle
- 1935 : The Perfect Gentleman de Tim Whelan
- 1940 : L'Angoisse d'une nuit (Vigil in the Night), de George Stevens
- 1941 : Miss Polly de Fred Guiol
- 1942 : Madame Miniver de William Wyler
- 1944 : Les Blanches Falaises de Douvres de Clarence Brown
- 1992 : Bijoux, hot-dogs et tasses de thé de George Schaefer (téléfilm)